# Pietyrog

Pietyrog I

Pietyrog II

Pietyrog (Piatyr, Piatyróg, Piatyroch, Piętyróg, Pięcioróg) – polski herb szlachecki, występujący głównie na Wołyniu i Rusi.

## Opis herbu
Według Juliusza Karola Ostrowskiego istniały dwie podstawowe wersje tego herbu:
Pietyrog I: W polu błękitnym; gwiazda pięciopromienna przeplatana, złota z zaćwieczoną połową takiejż lilii.
Wersję tę przytacza Paprocki w Gnieździe cnoty. Kasper Niesiecki podaje natomiast połowę lilii srebrną, którą to wersję powtarza m.in. Przemysław Pragert w Herbach szlachty kaszubskiej.
Pietyrog II: W polu czerwonym; gwiazda sześciopromienna przeplatana (magen Dawid), srebrna z zaćwieczoną połową takiejż lilii.
Wersja ta pochodzi od Wijuka Kojałowicza.
Gwiazda sześciopromienna pojawiła się według Józefa Szymańskiego już w Herbach rycerstwa... Paprockiego i Kronice Bielskiego, gdzie jednak nie zostały określone barwy.
Wszystkie wersje miały za klejnot trzy pióra strusie.

## Najwcześniejsze wzmianki
Opisywany jako starodawny herb ruski, herb pojawia się po raz pierwszy w Herbach rycerstwa polskiego Paprockiego.

## Etymologia
Nazwa herbu jest obrazowa.

## Herbowni
Najpełniejszą listę herbownych stworzył Tadeusz Gajl w Herbarzu polskim od średniowiecza do XX wieku z 2007 roku. Lista zawiera 23 nazwiska:
Bohoiński, Bokoiński, Bokojemski, Ciemiński, Ciereszkiewicz, Ciereszko, Gęba, Ilnicki, Jeleżyński, Jeło-Maliński, Kuniewski, Kuniowski, Maliński, Mormidło, Mormiłło, Mormoł, Piatyr, Pietyroch, Pietyróg, Stulgiński, Trykowicz, Trzebiałkowski, Trzebiatowski.
Według Przemysława Pragerta (za Herbertem Schmude), używała go jedna z gałęzi kaszubskiej rodziny Trzebiatowskich o przydomku Zmuda, osiadła od XVII wieku w Rzeczypospolitej. Nie jest jasne skąd ruski herb wziął się na Kaszubach, autor nie wyklucza, że rodzina ta została po prostu sztucznie przypisana do tego herbu.